# 拉什鎮區 (伊利諾伊州喬戴維斯縣)
拉什鎮區（英語：Rush Township）是位於美國伊利諾伊州喬戴維斯縣的一個行政鎮區。

## 地方資料
根據2010年美國人口普查的數據，拉什鎮區的面積為95.00平方千米，當中陸地面積為95.00平方千米，而水域面積為0.00平方千米。當地共有人口365人，而人口密度為每平方千米3.84人。